# ريكي مور (لاعب كرة قدم أمريكية)
ريكي مور (بالإنجليزية: Ricky Moore)‏ هو لاعب كرة قدم أمريكية أمريكي، ولد في 7 أبريل 1963 في هنتسفيل في الولايات المتحدة.

## وصلات خارجية
- ريكي مور على موقع مرجع كرة القدم المحترفة.كوم (الإنجليزية)